# آيت ميلك
أيت ميلك (بتيفيناغ: ⴰⵢⵜ ⵎⵉⵍⴽ) (بالإنجليزية: AIT MILK)‏ هي جماعة قروية تابعة لإقليم شتوكة أيت باها ضمن جهة سوس ماسة درعة وهي إحدى أقد المشيخات بالمغرب. بلغ مجموع عدد سكان أيت ميلك حسب إحصاءات 2014 حوالي 20000 نسمة يعيشون في 3500 أسرة.

## إحصاء عام
| السنة | عدد السكان | عدد الأسر | عدد الأجانب |
| ----- | ---------- | --------- | ----------- |
| 1994  | 12122      | 2123      | °°°°        |
| 2004  | 11414      | 2112      | 0           |